# Kalinowiec (powiat węgrowski)
Kalinowiec – wieś w Polsce położona w województwie mazowieckim, w powiecie węgrowskim, w gminie Łochów. Ma status sołectwa.
W latach 1975–1998 miejscowość należała administracyjnie do województwa siedleckiego. 
Kalinowiec jest miejscowością najbliżej położoną nad rzeką Liwiec. We wsi funkcjonuje Mała Elektrownia Wodna. 
We wsi znajduje się szkoła podstawowa, która obecnie nie funkcjonuje. Wcześniej zrzeszała uczniów z pobliskich wsi, głównie: Wólka Paplińska i Paplin.
Wierni Kościoła rzymskokatolickiego należą do parafii św. Michała Archanioła w Starejwsi.